# Rives-Dervoises
Rives-Dervoises – gmina we Francji, w regionie Grand Est, w departamencie Górna Marna. W 2013 roku liczba ludności wynosiła 1398 mieszkańców.
Gmina została utworzona 1 stycznia 2016 roku z połączenia czterech ówczesnych gmin: Droyes, Longeville-sur-la-Laines, Louze oraz Puellemontier. Siedzibą gminy została miejscowość Puellemontier.